# تامیتیا
تامیتیا (به لاتین: Tammitiya) یک منطقهٔ مسکونی در سری‌لانکا است که در استان مرکزی (سری‌لانکا) واقع شده‌است.